# Панов, Игорь Иванович
И́горь Ива́нович Пано́в (2 октября 1960, Орешное, Манский район, Красноярский край, РСФСР, СССР) ― советский и российский педагог, популяризатор науки, краевед, член Союза краеведов России.  Учитель истории Медведевской средней общеобразовательной школы № 2 (с 1988), организатор и руководитель археологического музея на базе Медведевской средней общеобразовательной школы № 3 Республики Марий Эл (2003). Заслуженный учитель Российской Федерации (2003), отличник народного просвещения России (1995). Дважды лауреат Премии Президента РФ – победитель конкурса лучших учителей РФ (2006, 2011).

## Биография
Родился 2 октября 1960 года в п. Орешное Красноярского края.
До 1971 года обучался в Орешенской начальной школе, затем в Руэмской средней школе Марийской АССР. В 1985 году окончил исторический факультет Марийского педагогического института имени Н. К. Крупской. В 1992 году окончил 2-годичные курсы соискателей учёной степени кандидата педагогических наук при Российском институте повышения квалификации работников образования (РИПКРО) в Москве.
В 1985―1987 годах работал учителем истории, заместителем директора по учебной работе Шеклянурской неполной средней школы Марийской АССР. С 1988 года ― учитель истории Медведевской средней общеобразовательной школы № 2 Марийской АССР / Республики Марий Эл. Учитель высшей категории (1991). С 2007 года является руководителем археологического кружка школы: юные археологи побывали в 23 экспедициях, на 6 археологических слётах.
Параллельно в 1986―2014 годах работал педагогом дополнительного образования при Медведевском районном Доме детского творчества Марий Эл.
В 2003 году стал организатором и руководителем археологического музея на базе Медведевской средней общеобразовательной школы № 3 Республики Марий Эл.
В 2011 году стал членом Союза краеведов России и Всероссийской ассоциации учителей истории и обществознания.
В 2003 году за многолетнюю и добросовестную педагогическую работу ему было присвоено почетное звание «Заслуженный учитель Российской Федерации. В 2010 году удостоен звания «Заслуженный работник образования Республики Марий Эл». 
Дважды является лауреатом Премии Президента РФ ― победитель конкурса лучших учителей Российской Федерации (2006, 2011).

## Признание
- Заслуженный учитель Российской Федерации (2003)[1][2][3][4]
- Заслуженный работник образования Республики Марий Эл (2010)[3]
- Отличник народного просвещения Российской Федерации (1995)[3]
- Лауреат Премии Президента РФ – победитель конкурса лучших учителей РФ (2006, 2011)[3]